# Jan Kuznetsov
Jan Dmitrijevitj Kuznetsov, ryska: Ыан Дмитриевич Кузнетсов, född 9 mars 2002, är en rysk professionell ishockeyback som är kontrakterad till Calgary Flames i National Hockey League (NHL) och spelar för Calgary Wranglers i American Hockey League (AHL).
Han har tidigare spelat för Stockton Heat i AHL; Saint John Sea Dogs i Ligue de hockey junior majeur du Québec (LHJMQ); Connecticut Huskies i National Collegiate Athletic Association (NCAA) samt Sioux Falls Stampede i United States Hockey League (USHL).
Kuznetsov draftades av Calgary Flames i andra rundan i 2020 års draft som 50:e spelare totalt.

## Statistik
| 2018–2019   | Sioux Falls Stampede | USHL        | 34  | 0 | 4  | 4  | 12 | — | — | — | — | — |
| 2019–2020   | Connecticut Huskies  | NCAA        | 34  | 2 | 9  | 11 | 16 | — | — | — | — | — |
| 2020–2021   | Connecticut Huskies  | NCAA        | 16  | 1 | 5  | 6  | 4  | — | — | — | — | — |
|             | Stockton Heat        | AHL         | 6   | 0 | 0  | 0  | 4  | — | — | — | — | — |
| 2021–2022   | Stockton Heat        | AHL         | 12  | 0 | 0  | 0  | 13 | — | — | — | — | — |
|             | Saint John Sea Dogs  | LHJMQ       | 25  | 2 | 11 | 13 | 14 | 4 | 0 | 2 | 2 | 0 |
| 2022–2023   | Calgary Wranglers    | AHL         | 63  | 5 | 14 | 19 | 30 | 5 | 0 | 2 | 2 | 0 |
| 2023–2024   | Calgary Flames       | NHL         | 1   | 0 | 0  | 0  | 0  | — | — | — | — | — |
|             | Calgary Wranglers    | AHL         | 31  | 2 | 5  | 7  | 13 | — | — | — | — | — |
| NHL totalt  | NHL totalt           | NHL totalt  | 1   | 0 | 0  | 0  | 0  | — | — | — | — | — |
| AHL totalt  | AHL totalt           | AHL totalt  | 112 | 7 | 19 | 26 | 60 | 5 | 0 | 2 | 2 | 0 |
| NCAA totalt | NCAA totalt          | NCAA totalt | 50  | 3 | 14 | 17 | 20 | — | — | — | — | — |

### Internationellt
| Källa: Uppdaterad: 2024-01-10 | Källa: Uppdaterad: 2024-01-10 | Källa: Uppdaterad: 2024-01-10 |         | Utv = Utvisningsminuter | Utv = Utvisningsminuter | Utv = Utvisningsminuter | Utv = Utvisningsminuter | Utv = Utvisningsminuter |
| År                            | Lag                           | Mästerskap                    | Matcher | Mål                     | Assists                 | Poäng                   | Utv                     |                         |
| ----------------------------- | ----------------------------- | ----------------------------- | ------- | ----------------------- | ----------------------- | ----------------------- | ----------------------- | ----------------------- |
| 2021                          | Ryssland                      | JVM                           | 7       | 0                       | 0                       | 0                       | 2                       |                         |
| Junior totalt                 | Junior totalt                 | Junior totalt                 | 7       | 0                       | 0                       | 0                       | 2                       |                         |